# Paolo Vittori
Paolo Vittori (Gorizia, 31 maggio 1938) è un ex cestista e allenatore di pallacanestro italiano.
Sei volte campione d'Italia e due volte miglior marcatore della massima serie, dal 2006 fa parte della Italia Basket Hall of Fame.

## Carriera

### Carriera nei club
Cresciuto a Gorizia, ha esordito nelle Elette con la Moto Morini Bologna e ha poi giocato ad alto livello con l'Olimpia Milano, l'Ignis Sud di Napoli, diventata poi "Fides Partenope" e di nuovo a Varese per la Pallacanestro Varese. Ha chiuso con un biennio all'AMG Sebastiani Rieti.
È stato due volte il miglior marcatore della massima serie: nel 1960-61 e nel 1964-65, segnando rispettivamente 509 e 562 punti con l'Olimpia Milano.
In totale, ha segnato 5104 punti in Serie A.

### Carriera in Nazionale
Ha giocato in Nazionale dal 1960 al 1968. In totale ha disputato 78 gare ufficiali segnando 816 punti, di cui 148 all'Europeo di Breslavia 1963 e 125 al Mondiale di Rio de Janeiro 1963. Ha preso parte anche ai Tornei olimpici di Roma 1960, Tokyo 1964 e Città del Messico 1968.
In maglia azzurra ha vinto i IV Giochi del Mediterraneo disputati a Napoli nel 1963.

### Carriera da allenatore
Ha allenato l'AMG Sebastiani Rieti nel 1975-76, in Serie A1 e in Coppa Korać. Dopo ventitré giornate, il 20 gennaio, è stato sostituito da Alessandro Cordoni.

## Statistiche
Statistiche aggiornate al 1º gennaio 2009
| Stagione        | Squadra              | Competizione    | Partite | Partite | Partite | Statistiche tiro | Statistiche tiro | Statistiche tiro | Altre statistiche | Altre statistiche | Altre statistiche | Altre statistiche | Altre statistiche |
| Stagione        | Squadra              | Competizione    | Pres.   | Titol.  | Minuti  | Tiri da 2        | Tiri da 3        | Liberi           | Rimb.             | Assist            | Rubate            | Stopp.            | Punti             |
| --------------- | -------------------- | --------------- | ------- | ------- | ------- | ---------------- | ---------------- | ---------------- | ----------------- | ----------------- | ----------------- | ----------------- | ----------------- |
| 1958-1959       | Motomorini Bologna   | Elette          |         |         |         |                  |                  |                  |                   |                   |                   |                   |                   |
| 1959-1960       | Simmenthal Milano    | Elette          | 21      |         |         |                  |                  |                  |                   |                   |                   |                   | 329               |
| 1960-1961       | Simmenthal Milano    | Elette          | 22      |         |         |                  |                  |                  |                   |                   |                   |                   | 509               |
| 1961-1962       | Simmenthal Milano    | Elette          | 22      |         |         |                  |                  |                  |                   |                   |                   |                   | 332               |
| 1962-1963       | Simmenthal Milano    | Elette          | 26      |         |         |                  |                  |                  |                   |                   |                   |                   | 423               |
| 1963-1964       | Simmenthal Milano    | Elette          | 26      |         |         |                  |                  |                  |                   |                   |                   |                   | 535               |
| 1964-1965       | Simmenthal Milano    | Elette          | 22      |         |         |                  |                  |                  |                   |                   |                   |                   | 562               |
| 1965-1966       | Ignis Varese         | Serie A         |         |         |         |                  |                  |                  |                   |                   |                   |                   |                   |
| 1966-1967       | Ignis Varese         | Serie A         |         |         |         |                  |                  |                  |                   |                   |                   |                   |                   |
| 1967-1968       | Ignis Sud Napoli     | Serie A         |         |         |         |                  |                  |                  |                   |                   |                   |                   |                   |
| 1968-1969       | Ignis Sud Napoli     | Serie A         |         |         |         |                  |                  |                  |                   |                   |                   |                   |                   |
| 1969-1970       | Ignis Varese         | Serie A         |         |         |         |                  |                  |                  |                   |                   |                   |                   |                   |
| 1970-1971       | Ignis Varese         | Serie A         |         |         |         |                  |                  |                  |                   |                   |                   |                   |                   |
| 1971-1972       | Ignis Varese         | Serie A         |         |         |         |                  |                  |                  |                   |                   |                   |                   |                   |
| 1972-1973       | AMG Sebastiani Rieti | Serie B         |         |         |         |                  |                  |                  |                   |                   |                   |                   |                   |
| 1973-1974       | Brina Rieti          | Serie A         |         |         |         |                  |                  |                  |                   |                   |                   |                   |                   |
| Totale carriera | Totale carriera      | Totale carriera | 139     |         |         |                  |                  |                  |                   |                   |                   |                   | 2690              |

## Palmarès
- Coppa Intercontinentale: 3

Pall.Varese: 1966, 1970, 1973
- Coppa dei Campioni: 2

Pall. Varese: 1969-70, 1971-72
- Coppa delle Coppe: 1

Pall. Varese: 1966-67
- Campionato italiano: 6

Olimpia Milano: 1959-60, 1961-62, 1962-63, 1964-65
Pall. Varese: 1969-70, 1970-71
- Coppa Italia: 2

Pall. Varese: 1969-70, 1970-71
- Promozione in Serie A: 1

Sebastiani Rieti: 1972-73
- Membro dell'Italia Basket Hall of Fame